# 蒂霍爾姆半島
蒂霍爾姆半島（Thyholm Peninsula）是丹麥的半島，位於利姆海峽，與北日德蘭島以堤道相連，面積76.24平方公里，海岸線長度約75公里，該地區自上一次冰河時期有人類居住，人口3,582。
56°38′N 8°32′E / 56.633°N 8.533°E